# Sapporo Dome
Sapporo Dome (札幌ドーム?, Sapporo dōmu) è un impianto sportivo multifunzione di Sapporo, capoluogo della prefettura giapponese di Hokkaidō, nel territorio dell'isola omonima.
Edificato a partire dal 1998 e inaugurato il 2 giugno 2001, dispone di due terreni separati di gioco, uno per il baseball in erba ibrida, fisso, e uno mobile per calcio e rugby che viene trasferito all'interno dello stadio quando utilizzato.
Impianto interno della formazione di baseball del Nippon-Ham Fighters e di calcio del Consadole Sapporo, ha capacità massima di 40178 spettatori per gare di quest'ultima disciplina, mentre invece per il baseball si limita a 38794.
Ideato nel 1996 in previsione del campionato mondiale di calcio 2002 su progetto di Hiroshi Hara, è completamente coperto per via degli inverni rigidi e nevosi che caratterizzano la provincia più settentrionale del Giappone; fu utilizzato anche come sede della cerimonia d'apertura e di alcune gare dei campionati mondiali di sci nordico 2007 e, più recentemente, della Coppa del Mondo di rugby 2019 nonché delle gare della fase a gironi del torneo calcistico dei XXXII Giochi olimpici ospitati da Tokyo nel 2021.
La cupola ospita inoltre una piattaforma panoramica a 53 m dal piano di gioco che permette la visione sulla città di Sapporo e la baia di Ishikari, nel Mar del Giappone.

## Storia
Facendo seguito alla designazione ufficiale del Giappone come Paese co-organizzatore del mondiale di calcio 2002, nel 1996 la città di Sapporo bandì un concorso per la realizzazione di uno stadio coperto; nel 1997 fu approvato il progetto presentato da Hiroshi Hara e nel giugno 1998 iniziarono i lavori di costruzione dello stadio.

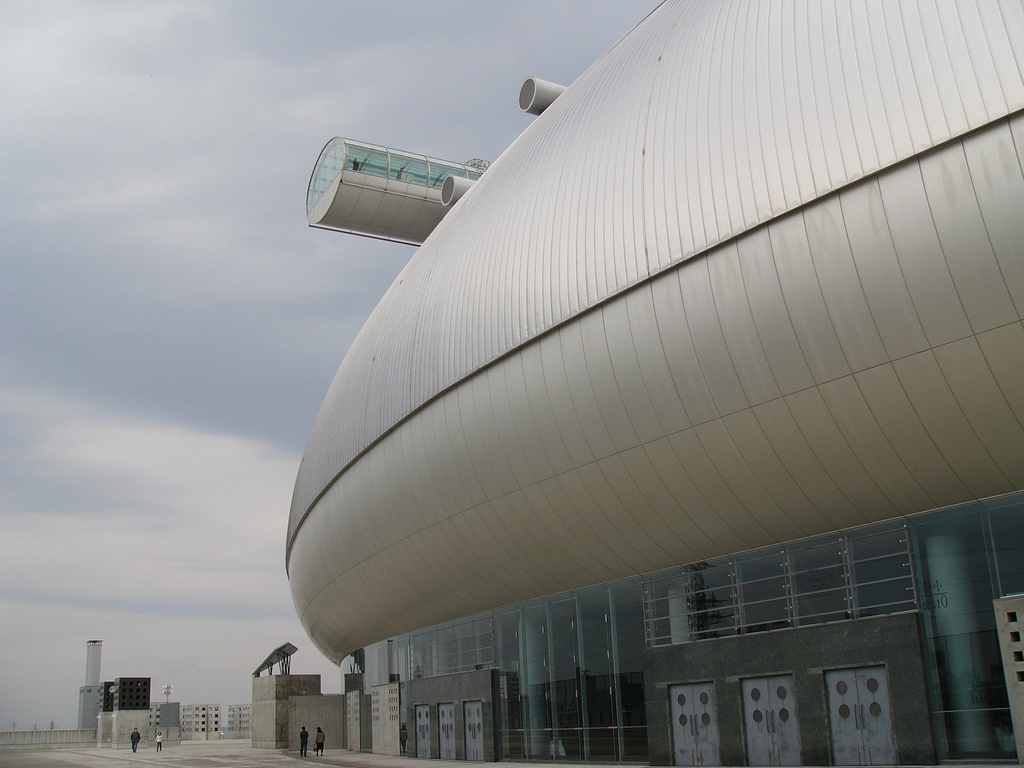
La terrazza panoramica in vetro e acciaio sporgente dalla cupola

Inaugurato il 2 giugno 2001 e costato circa 42 miliardi di yen (equivalenti a circa 323 milioni di euro o 384 milioni di dollari dell'epoca), fu concepito come impianto idoneo sia a ospitare gare di calcio che di baseball.
Costruito sulla cima di una collina in un'area di circa 30 ettari è compleamente coperto in ragione delle abbondanti nevicate che d'inverno colpiscono l'isola di Hokkaidō.
La copertura appoggia su una serie di pilastri intorno al perimetro dello stadio, i quali reggono tutto il carico del tetto.
Il campo da baseball è realizzato in erba sintetica ed è fisso: un sistema idraulico trasferisce il sovrastante campo di calcio, in erba naturale, all'esterno dell'edificio.
Quest'ultimo scorre su un cuscino d'aria e può essere spostato in entrambe le direzioni in 5 ore.
All'interno dello stadio esso è ruotato di 90 gradi rispetto alla sua posizione esterna, longitudinale al campo di baseball.
Il prato da calcio è normalmente tenuto all'esterno affinché esso riceva la luce e l'aria necessaria alla corretta crescita dell'erba di gioco; in configurazione da baseball le gradinate laterali, motorizzate, sono ritratte all'indietro onde aumentare l'ampiezza disponibile di campo.
All'interno dello stadio una scala mobile conduce a un tunnel di vetro e acciaio che aggetta dalla copertura e funge da terrazza panoramica coperta; esso, dalla collina su cui sorge l'impianto, permette la visione della città di Sapporo e, nelle giornate di buona visibilità, anche della baia di Ishikari nel mar del Giappone, che si trova a circa 20 km di distanza.
Il Dome ospitò, nel corso del campionato mondiale di calcio 2002, tre incontri, tutti della fase a gironi: in ordine di calendario, Germania – Arabia Saudita, Italia – Ecuador e Argentina – Inghilterra.

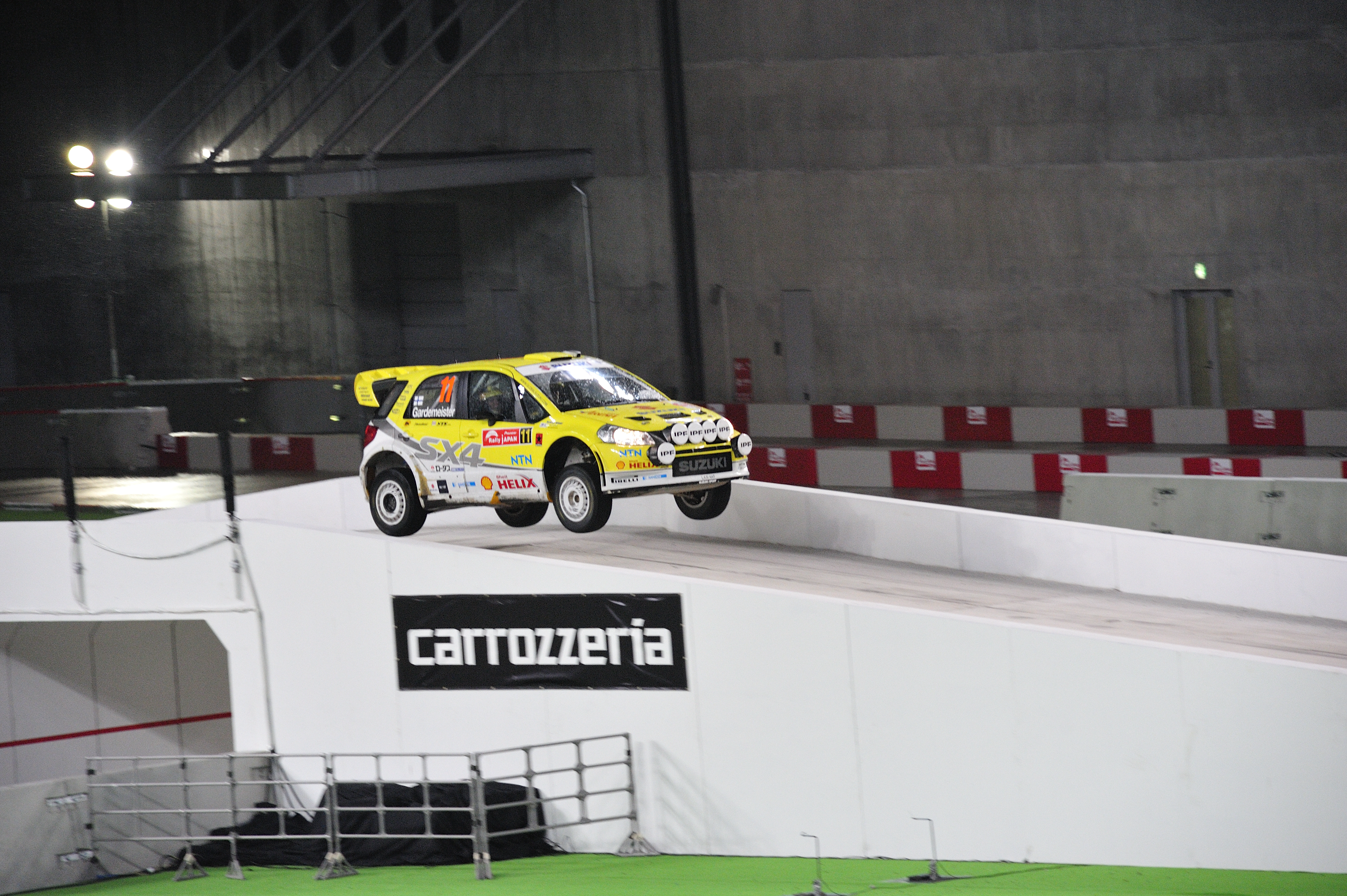
Il finlandese Toni Gardemeister al Rally del Giappone 2008

Dopo il campionato mondiale lo stadio divenne l'impianto interno del club calcistico Consadole Sapporo e, nel 2004, a seguito dello spostamento da Tokyo, anche della compagine di baseball del Nippon-Ham Fighters.
In occasione dei campionati mondiali di sci nordico 2007 il Dome ospitò le cerimonie d'apertura e di chiusura della manifestazione nonché le gare di sci nordico sprint e le frazioni sprint della combinata nordica; al fine di rendere lo stadio idoneo a tali gare, il campo di calcio fu lasciato fuori dall'impianto sotto la neve e successivamente trasferito all'interno.
L'interno dello stadio fu utilizzato due volte per ospitare la prova speciale del rally del Giappone: una prima volta nel 2008 e una seconda due anni più tardi, allo stato la più recente.
Uno studio del 2014 rilevò come il Sapporo Dome fosse il più efficiente tra gli impianti costruiti per il mondiale di calcio di 12 anni prima: grazie infatti alla locazione concessa a due club sportivi e ai numerosi eventi ivi ospitati, il suo indice d'utilizzo (un coefficiente pari al numero di eventi per l'affluenza media di ciascuno di essi diviso la capacità dell'impianto) risultava di circa 47 a fronte di una media di 82 eventi l'anno, più del triplo del Saitama Stadium, stadio con il secondo miglior indice d'utilizzo.
Nel 2015 il Sapporo Dome fu scelto tra gli impianti destinati a ospitare incontri della fase a gironi della Coppa del Mondo di rugby 2019; in esso si tennero gli incontri tra Inghilterra e Tonga e tra Australia e Figi.
Ancora, servì come sede ausiliaria di Tokyo nell'organizzazione del torneo maschile e femminile di calcio dei Giochi Olimpici tenutisi nel 2021, della cui fase a gironi ospitò diverse partite.
A livello internazionale, a parte gli incontri di Coppa del Mondo e quelli di calcio olimpico, ha ospitato la nazionale di calcio giapponese in due edizioni della Coppa Kirin: la prima di esse, il 1º luglio 2001, una vittoria 2-0 sul Paraguay, fu in assoluto il primo incontro di calcio tenutosi nel nuovo stadio, inaugurato meno di un mese addietro; Atsushi Yanagisawa, autore di una doppietta, fu il primo marcatore, internazionale e assoluto, della storia dell'impianto.

## Incontri internazionali di rilievo

### Calcio
| Arbitro: | Pierluigi Collina |

|  |           |                    |
|  | Marcatori | 44’ (rig.) Beckham |

| Arbitro: | Anastasija Pustovojtova |

|  |           |           |
|  | Marcatori | 74’ White |

### Rugby a 15
| Arbitro: | Ben O'Keeffe |

|                                                             |      |                          |
| Hooper 17’ Hodge 35’ Latu 56’, 61’ Kerevi 68’ Koroibete 72’ | mt   | 7’ Yato 43’ Vuidravuwalu |
| Lealiʻifano 17’ To’omua 68’, 72’                            | tr   | 45’ Volavola             |
| Hodge 50’                                                   | c.p. | 4’, 22’, 30’ Volavola    |

| Arbitro: | Paul Williams |

|                                              |      |             |
| Tuilagi 23’, 30’ George 56’ Cowan-Dickie 76’ | mt   |             |
| O. Farrell 30’, 56’, 76’                     | tr   |             |
| Farrell 10’, 36’, 42’                        | c.p. | 14’ Takulua |